# Julieta Venegas
Julieta Venegas Percevault (Long Beach (Californië), Verenigde Staten, 24 november 1970) is een Mexicaanse zangeres.
Behalve dat ze zingt, componeert ze ook haar eigen nummers. Venegas maakt Spaanstalige pop- en rockmuziek en bespeelt verschillende instrumenten. Haar muziekstijl kenmerkt zich door invloeden van de Britse en Amerikaanse rock, maar er zijn ook traditionele Mexicaanse invloeden in verweven. De laatste jaren is ze uitgegroeid tot een van de belangrijkste zangeressen in de Latijnse pop.

## Levensloop
Julieta Venegas groeide op in de Mexicaanse grensstad Tijuana (Baja California), samen met haar tweelingzus Yvonne en nog vier andere broers en zussen. Ze is de dochter van Julia Edith Percevault en José Luis Venegas, beiden fotograaf van beroep. Venegas kreeg het muziekvirus te pakken toen ze op achtjarige leeftijd pianolessen begon te volgen. Toen ze zestien was, combineerde ze haar middelbareschoolstudie met muziek-, piano- en cellolessen, die ze zowel aan de Escuela de Música del Noroeste als aan de Southwestern College of San Diego volgde. Haar gedrevenheid bracht haar haar huidige carrière als singer-songwriter op.
Voor ze haar solocarrière startte, zong Venegas in verscheidene bands. Zo maakte ze deel uit van de reggae- en skagroep Chantaje (band), die later Tijuana No! zou heten. Na een tijdje besloot ze om andere horizonten te gaan verkennen en trok ze naar Mexico-Stad. Daar richtte ze de groep Lula op en begon ze liedjes te componeren op de accordeon. Na de splitsing van de band ging Venegas de solotoer op onder het pseudoniem "La Milagrosa" (De Wonderbaarlijke), waarmee ze bekend werd bij het grote publiek. Om verwarring te vermijden lanceerde Venegas haar eerste soloalbum Aquí echter onder haar eigen naam.

## Albums

### Aquí
Haar debuutalbum, Aquí, werd uitgebracht in 1997 met medewerking van de muziekproductiemaatschappij Sony BMG en met Gustavo Santaolalla, een Argentijns componist die onder andere de soundtracks schreef voor de films Babel, Brokeback Mountain en Diarios de motocicleta. Het album leverde Venegas onmiddellijk een gouden plaat op in Mexico. Door haar grote succes kreeg ze ook de kans om de vele aspecten van de muziekindustrie te ontdekken, zoals op tournee gaan en spelen voor een live publiek.

### Bueninvento
Op haar tweede album, Bueninvento (2000), experimenteerde ze vooral met de elektrische gitaar. Het album kwam tot stand met behulp van verscheidene producers en muzikanten, zoals Emmanuel del Real en Quique Rangel van de Mexicaanse rockgroep Café Tacuba, de Amerikaanse producer Joe Chicarelli en opnieuw Gustavo Santaolalla.
Bueninvento bestaat uit veertien nummers, waarvan Venegas er dertien zelf schreef. Het veertiende liedje, Siempre en mi mente, is een hommage aan de Mexicaanse charmezanger Juan Gabriel.

### Sí
Eind 2003 kwam haar derde album Sí uit, dat ze zowel in Buenos Aires als in Madrid opnam in samenwerking met de Argentijnse producers Cachorro Lopez en Coti Sorokin. Het album werd een wereldsucces en betekende ook haar internationale doorbraak. De plaat ging meer dan een half miljoen keer over de toonbank en leverde haar een Latin Grammy op voor Best Vocal Rock Album.

### Limón y sal
In 2006 trok Venegas drie maanden naar Buenos Aires voor de opnames van haar vierde album, Limón y Sal, opnieuw met de hulp van producers Cachorro Lopez en Coti Sorokin. De eerste single op het album, Me Voy, opende voor haar de deuren op de Italiaanse, Duitse en Portugese markt. In 2007 won ze voor dit album een Grammy Award. Ook werd ze onderscheiden met een gouden plaat in Italië, de Verenigde Staten en Spanje en zelfs met platina in Mexico.

### Realmente lo mejor
In 2007 bracht ze het album Realmente Lo Mejor uit, een verzamelalbum met haar beste nummers. Onder meer de hits Andar Conmigo, Lento, Me Voy en Limón y Sal zijn hierop terug te vinden.

### Julieta Venegas MTV Unplugged
2008 lijkt tot nog toe het meest productieve jaar te worden voor Venegas. Op 6 maart nam ze Julieta Venegas MTV Unplugged op, opnieuw een gigantisch succes en meteen ook de eerste Unplugged die werd opgenomen in Mexico.

### Cosas raras
Nog in 2008 zal ze een nieuw album uitbrengen met de titel Cosas Raras, een compilatie van filmsongs, hommages aan grote artiesten en nog nooit eerder uitgebrachte nummers. De officiële releasedatum in Mexico was 26 januari 2008, maar het album is tot op heden nog steeds niet uitgebracht. Het belooft echter nu al een gigantisch succes te worden.

## Andere activiteiten
Als ze niet in de studio zit, is Venegas geregeld aanwezig op internationale evenementen. Zo nam ze in juni 2007 deel aan het festival MTV Day in Spanje en twee dagen later was ze ook van de partij op de veertigste verjaardag van de commerciële Spaanse radiozender Los 40 Principales. In die periode speelde ze bovendien een gastrol in de Spaanse serie "Yo soy Bea" (het Spaanse equivalent van de Vlaamse televisieserie "Sara"), alsook in de Argentijnse serie "Sos mi vida".

## Persoonlijke overtuigingen
Venegas laat geen kans onbenut om zich publiekelijk uit te spreken over belangrijke maatschappelijke kwesties. Na de Mexicaanse presidentsverkiezingen in 2006 kwam ze immers openlijk uit voor haar politieke keuze: ze had gestemd voor Andres Manuel Lopez Obrador, de tegenstander van president Felipe Calderón. Later verklaarde ze echter dat ze een verkeerde keuze had gemaakt.
Venegas laat ook de meest gevoelige thema’s niet onberoerd. Zo verklaarde ze in mei 2008 dat ze voorstandster was van de nieuwe abortuswet in Mexico-Stad, die bepaalt dat abortus legaal is in de twaalf eerste weken van de zwangerschap: "Ik sta volledig achter de legalisatie van abortus, het gaat immers om een gezondheidskwestie. Vrouwen hebben het recht om zelf te beslissen over hun eigen leven. Het is een grote stap voorwaarts."